# Unu mundu bellissimu
Unu mundu bellissimu è un album dei Bertas, pubblicato nel 1988 dalla Targa. È una raccola di canti tradizionali sardi in logudorese. Al disco ha partecipato Mark Harris con la fisarmonica.

## Tracce

### Lato A
1. Tanca serradas - (testi di Melchiorre Murenu)/Nanneddu meu - (testi di Salvatore Mereu, ballata) 7:08
2. No mi giamedas Maria - (3:21)
3. A s'andira" (popolare) / Cunservet Deu Su Re - (inno testo di Vittorio Angius) 3:20

### Lato B
1. No potho reposare - (Salvatore Sini, Giuseppe Rachel) 4:51
2. Aperimi sa Janna - (A sa nuoresa), 3:14
3. Deus ti salvet Maria - (testo di Bonaventura Licheri, gosos), 3:09